# Louis-Eugène Favre
Louis-Eugène Favre (* 4. Mai 1816 in Neuchâtel; † 19. Juni 1861 in Cornaux) war ein Schweizer Politiker und Richter. Von 1848 bis 1851 gehörte er dem Nationalrat an.

## Biografie
Der Sohn des Kastellans der Freiherrschaft Vaumarcus studierte Recht an der Akademie von Neuchâtel und an der Universität Heidelberg. Ab 1840 war Favre als Rechtsanwalt tätig. Von 1841 bis 1848 gehörte er dem Rat der Vierzig der Stadt Neuchâtel an, von 1844 bis 1847 war er Abgeordneter im gesetzgebenden Rat des preussischen Fürstentums Neuchâtel. Nach der republikanischen Revolution und der Absetzung der Regierung des preussischen Gouverneurs Ernst von Pfuel sass er 1848 in der verfassungsgebenden Versammlung und anschliessend bis 1856 im Grossen Rat des Kantons Neuenburg.
Favre kandidierte mit Erfolg bei den Nationalratswahlen 1848 und gehörte im Parlament der freisinnigen Fraktion an. Nach drei Jahren im Amt verzichtete er auf die Wiederwahl. Von 1848 bis 1851 war er Generalanwalt, in den Jahren 1849 bis 1851 Bundesrichter. Danach arbeitete er als Sekretär des Stadtrates von Neuchâtel und von 1856 bis 1860 als Friedensrichter.